# ۲-بوتن
۲-بوتن (به انگلیسی: 2-Butene) با فرمول شیمیایی C۴H۸ یک ترکیب شیمیایی است؛ که جرم مولی آن ۵۶٫۱۰۶ g/mol می‌باشد.